# Serie A 1924 (pallapugno)
La Serie A di pallapugno 1924 è stata il dodicesimo campionato italiano di pallapugno. Si è svolta nel 1924, terminando il 21 settembre, e la vittoria finale è andata per la prima volta alla squadra di Beinette, capitanata da Alfredo Marengo, al suo primo scudetto.

## Formula
Secondo i documenti reperibili le squadre iscritte disputarono degli incontri di qualificazione e la finale. Tutti gli incontri si svolsero allo Sferisterio Borgo Vanchiglia di Torino.

## Squadre partecipanti
Parteciparono al torneo sei società sportive italiane, cinque provenienti dal Piemonte e una dalla Liguria.
| Squadra        | Provenienza | Campionati di Serie A | Risultato 1923               |
| -------------- | ----------- | --------------------- | ---------------------------- |
| Acqui Terme    | Piemonte    | 4                     | Campione d'Italia di Serie A |
| Asti           | Piemonte    | 4                     | 3° in Serie A                |
| Beinette       | Piemonte    | 3                     | 2° in Serie A                |
| Bra 1          | Piemonte    | 7                     | 3° in Serie A                |
| Bra 2          | Piemonte    | Esordio               | -                            |
| Porto Maurizio | Liguria     | 1                     | 3° in Serie A                |

## Formazioni
| Squadra        | Battitore           | Spalla          | Terzini                           |
| -------------- | ------------------- | --------------- | --------------------------------- |
| Acqui Terme    | Maggiorino Bistolfi | Colombano       | G. Solferino, Alessandro Bistolfi |
| Asti           | Bendone             | ?               | ?                                 |
| Beinette       | Alfredo Marengo     | Silvestro Gyp   | S. Marengo, Civallero             |
| Bra 1          | Pierino Bonsignore  | Cicco Delpiano  | Raimondo, Allocco                 |
| Bra 2          | Merlino             | Maurizio Aprile | Botto 1°, Botto 2°                |
| Porto Maurizio | Raffaele Ricca      | Domenico Gay    | Trinchero, Molino                 |

## Torneo

### Qualificazioni
Sono stati reperiti i risultati dei seguenti incontri:
| Bra 1 - Asti              | 11 - 6 |
| Bra 2 - Asti              | 11 - 8 |
| Bra 1 - Bra 2             | 11 - 7 |
| Beinette - Porto Maurizio | 11 - 5 |
| Acqui Terme - Bra 2       | 11 - 9 |
| Acqui Terme - Bra 1       | 11 - 4 |
| Bra 1 - Porto Maurizio    | 11 - 5 |

### Finali
| 20 set. | Beinette - Acqui Terme | 11 - 6  |
| 21 set. | Beinette - Acqui Terme | 10 - 10 |

## Verdetti
- Beinette Campione d'Italia 1924 (1º titolo)